# (23437) Šíma
(23437) Šíma ist ein Asteroid des inneren Hauptgürtels. Er wurde am 27. September 1984 von dem tschechischen Astronomen Antonín Mrkos am Kleť-Observatorium (IAU-Code 046) bei Český Krumlov entdeckt.
Der Asteroid wurde am 14. November 2016 nach dem französischen Maler tschechischer Abstammung Josef Šíma (1891–1971) benannt. Šíma gehört zu den bedeutenden Vertretern des Surrealismus und später der Abstrakten Malerei nach dem Zweiten Weltkrieg.